# 191 km (obwód smoleński)
191 km (ros. 191 км) – przystanek kolejowy w pobliżu miejscowości Żuczki, w rejonie syczowskim, w obwodzie smoleńskim, w Rosji. Położony jest na linii Lichosławl – Rżew – Wiaźma.